# Carlo Ciocala
Carlo Ciocala (Novara, 2 dicembre 1910 – Novara, 8 febbraio 1979) è stato un hockeista su pista e allenatore di hockey su pista italiano.

## Carriera

### Hockey Novara
Carlo Ciocala, detto Carletto, di ruolo difensore, fu un giocatore dell'Hockey Novara negli anni trenta. Dopo aver vinto il campionato riserve del 1929 (con Colombara, Genesi, Vannucchi, Lombardini e Pomella) fu promosso alla prima squadra con la quale partecipò ai primi successi pionieristici del club formando assieme ai vari Grassi, Concia, Gallina, Cestagalli, Drisaldi, Zavattaro lo squadrone che vinse tutti i sei scudetti degli anni 30. Nel secondo dopoguerra vinse il suo ultimo scudetto nel 1946. Successivamente intraprese la carriera di allenatore e allenò la squadra azzurra.

### La nazionale italiana
Ciocala debuttò nel 1935 con la maglia della nazionale "B", a Trieste. Con la casacca della Nazionale italiana maggiore partecipò ai primi campionati del mondo della specialità disputati nel 1936 nella città di Stoccarda.
In seguito partecipò ai campionati europei di Herne Bay 1937 e Anversa 1938.

## Palmarès

### Giocatore
- Campionato italiano: 7

Novara: 1930, 1931, 1932, 1933, 1934, 1936, 1946

### Allenatore
- Campionato italiano: 2

Novara: 1949, 1950

### Libri
- Gianfranco Capra, Quaderni novaresi. Lino Grassi la storia dell'hockey, Novara, Zen iniziative, 2008.
- (PT) Fernando Castro, Campeonatos do mundo de hóquei em patins: contributos para a sua história, Despertar Memórias, agosto 2011.
- Benito Del Marco, Hockey: prato-rotelle, Milano, Sperling & Kupfer, 1957.
- Gianfranco Capra Mario Scendrate, Hockey su pista in Italia e nel mondo, Novara, S.E.N., 1984.

### Pubblicazioni
- Gianfranco Capra Mario Scendrate, Hockey Novara. Tutti i nazionali, in Enciclopedia dello sport di Novara e VCO, supplemento al periodico "Tribuna Sportiva", 25 ottobre 1993, n. 66, Novara, 1993.
- Gianfranco Capra, Gli scudetti degli anni '40-'50, in Enciclopedia dello sport di Novara e VCO, supplemento al periodico "Tribuna Sportiva", 27 settembre 1993, n. 58, Novara, 1993.